# Убийство Крейга Зоргера
Убийство Крейга М. Зоргера (англ. Craig M. Sorger: 10 февраля 1990 — 15 февраля 2003) — преступление над подростком из города Эфрата, штат Вашингтон, которого убили друзья, с которыми он время от времени играл: 12-летние Эван Дрейк Савуа (англ. Evan Drake Savoie) и Джейк Ли Эйкин (англ. Jake Lee Eakin).

## Преступление
С рождения Крейг страдал аутизмом и отставал в развитии. 15 февраля 2003 года Эван и Джейк спросили его маму, можно ли им поиграть с её сыном. Вечером, когда сын не вернулся домой, мать забеспокоилась, поскольку он боялся темноты. К этому времени Джейк и Эван уже несколько часов как разошлись по своим домам. Вскоре ей сообщили об обнаружении тела сына недалеко от места, где играли дети.
Джейк и Эван рассказали полиции одну и ту же историю: они играли, потом залезли и сидели на ветке дерева, а Крейг, пытаясь вскарабкаться на него, упал.

## Судмедэкспертиза
Вскрытие показало, что жертву ударили около 16 раз в область шеи и головы и нанесли 34 ножевых ранения в области, в которые были предварительно нанесены удары. Также ещё 8 следов от удара ножом были обнаружены на корпусе.

## Признание и судебный процесс
Хотя Джейк и Эван продолжали заявлять о своей невиновности, им предъявили обвинение в убийстве 1-й степени. В 2005 году под давлением фактов Джейк Эйкин признался в соучастии, был обвинён в тяжком убийстве 2-й степени и приговорён к 14 годам заключения. Эван продолжал настаивать на своей невиновности, однако Джейк дал показания против него, и в 2006 году Эвана Савуа приговорили к 26 годам тюремного заключения — максимальному сроку, предусмотренному статьёй.
В 2011 году Савуа, продолжавший отрицать свою вину, подал апелляцию, но она была отклонена, после чего он признал свою вину и в 2014 году на новом судебном заседании был приговорён к 20 годам лишения свободы.
В 2016 году Эйкин сбежал из тюрьмы, но вскоре был возвращён.